# Eduard Schubert
Eduard Schubert, křtěný Eduard Johann Alois, plným jménem Eduard Victor Schubert von Soldern, též uváděn jako Viktor (21. června 1800 Praha-Malá Strana – 22. listopadu 1879 Praha), byl rakouský a český právník a politik německé národnosti, v 60. letech 19. století poslanec Českého zemského sněmu a Říšské rady.

## Biografie
Byl členem vlivné pražské rodiny. Jeho otcem byl stavovský úředník Johann Ignaz Schubert (1773–1855), bratr Otto Schubert (1808–1883) byl právníkem. Veřejně aktivní byli i jeho synové Victor Schubert a Zdenko Schubert.
Vystudoval práva na Karlo-Ferdinandově univerzitě v Praze, kde (v prosinci 1823) získal titul doktora práv (jeho spolužákem tu byl další pozdější politik Adolf Maria Pinkas). V roce 1829 se oženil s Johannou Schmidtovou a od roku 1833 byl samostatným advokátem v Praze. Od roku 1859 působil jako notář na Malé Straně. V roce 1848 byl členem užšího obecního výboru města Prahy, v letech 1850–1871 zastával funkci obecního radního, v období let 1850–1864 byl navíc městským radou. V letech 1863–1864 byl ředitelem pražské městské plynárny. Pokračoval i v právní dráze. V roce 1850 byl děkanem právnické fakulty pražské univerzity. Angažoval se v četných spolcích. Byl členem profesního sdružení notářů.
V 60. letech 19. století se zapojil i do zemské politiky. V roce 1865 se jako nástupce zesnulého Adolfa Marii Pinkase stal poslancem Českého zemského sněmu za městskou kurii v obvodu Praha-Malá Strana. Do sněmu se po přestávce vrátil v zemských volbách v březnu 1867, kdy byl zvolen na Český zemský sněm za kurii městskou (obvod Praha-Malá Strana). Zasedl také v Říšské radě (celostátní zákonodárný sbor), kam ho vyslal zemský sněm (tehdy ještě Říšská rada nevolena přímo, ale tvořena delegáty jednotlivých zemských sněmů). Poslancem Říšské rady se stal 13. dubna 1867.
Roku 1872 ho zemský sněm jmenoval ředitelem zemské Hypoteční banky. Již od roku 1850 byl také kurátorem České spořitelny. Za své zásluhy v únoru 1875 získal Řád železné koruny a byl povýšen do rytířského stavu.
Zemřel v listopadu 1879.